# Kruisem
Kruisem är en kommun i den belgiska provinsen Östflandern som den 1 januari 2019 bildades genom sammanslagning av de tidigare kommunerna Kruishoutem och Zingem.